# Stinger (videojuego de 1986)
Stinger es un videojuego desarrollado y publicado por Konami para NES en 1987. Se trata de la localización para Norteamérica de Moero TwinBee: Cinnamon-hakase wo Sukue! (もえろツインビー シナモン博士を救え!?  lit. "¡Arde, TwinBee! ¡Salva al Dr. Cinnamon!"), un matamarcianos con scroll horizontal y vertical aparecido originalmente en Japón para Famicom Disk System en 1986 y reeditado allí como cartucho estándar de NES en el año 1993. Moero! TwinBee es el segundo juego de la serie TwinBee y la primera de las dos secuelas publicadas para Famicom, seguida en 1989 por TwinBee 3 (que no se publicó fuera de Japón).
En la localización del juego para el mercado americano desde la versión japonesa para FDS se llevaron a cabo algunos cambios.

## Argumento
Según la historia de la versión americana, una raza de alienígenas del lejano planeta Attackon situado en la galaxia Ergo han secuestrado al profesor Einstein J. Cinnamon, un brillante científico que ha inventado un edulcorante bio-nuclear. Los Attackons quieren usar la fórmula edulcorante del profesor para transformar el planeta Tierra en una gigantesca bola de algodón de azúcar. El jugador toma el papel del piloto de la nave "Stinger", construida por el Dr. Cinnamon, para rescatar al científico.

## Jugabilidad
Al igual que el TwinBee original, Stinger puede ser jugado por 2 jugadores simultáneos (3 jugadores en las versiones japonesas). A diferencia del primer TwinBee que sólo tenía fases con scroll vertical, Stinger presenta también fases de scroll horizontal; de las 7 fases del juego, la 1, 3 y 7 son de desplazamiento horizontal, mientras que las restantes son de scroll vertical. El control no varía entre los 2 diferentes modos de scroll, con la salvedad de que en las fases horizontales el botón A dispara corazones hacia arriba (lo cual ayuda a mantener las campanas en el aire) en vez de arrojar bombas a tierra como en las fases verticales.
Los power-ups principales son, una vez más, las campanas, que se descubren disparando a las nubes que flotan en las fases a lo largo del juego. Hay seis tipos de campana en esta entrega: las campanas amarillas normales dan, como siempre, un bonus de puntos; las campanas azules aumentan la velocidad de la nave; las blancas, convierten el cañón en un cañón doble; las rosas, dan al jugador un cañón de rayos láser; la intermitente rosa/blanco le da a la nave réplicas que añaden poder de fuego y la intermitente azul/blanco rodea a la nave de una barrera para tener protección extra contra el fuego enemigo. Algunos power-ups, como la campana blanca y la campana rosa, son mutuamente excluyentes. Otros power-ups pueden obtenerse destruyendo enemigos en tierra, como el ítem de la luna o el de la estrella, que proporcionan a la nave un disparo de tres y cinco direcciones respectivamente. Si están jugando dos jugadores, pueden alinear sus naves para convertir su cañón en una onda láser ("ripple laser").

## Localización
La versión japonesa del juego, Moero!! TwinBee, presentaba una historia diferente, ubicándola 100 años después de los eventos del primer TwinBee. Los protagonistas principales eran los nietos de los pilotos del primer TwinBee, mientras que el antagonista originalmente se llamaba Gattlantis, siendo el nieto de King Spice (el villano del TwinBee original). La presencia del Dr. Cinnamon un siglo después del juego original se explica por el hecho de que permaneció criogenizado después de los hechos del juego original. La versión japonesa tenía más diálogo, así como una escena en la introducción y otra en el final representando los pilotos de TwinBee, WinBee y GwinBee.
La versión japonesa también permitía hasta tres jugadores simultáneos, en vez de dos, conectando un gamepad adicional a un adaptador Famicom Four-way conectado a su vez al puerto de expansión de Famicom. En la versión USA, WinBee fue eliminado del juego y GwinBee ocupó su lugar como nave del jugador 2, pero si se conecta la versión japonesa a una NES americana con un adaptador de 60 a 72 pines, se puede obtener el tercer jugador usando el adaptador NES Four Score. Otra diferencia es la elección entre dos niveles de dificultad: normal y difícil. En la versión americana, no hay opción de elegir la dificultad, pero el jugador puede rejugar el juego con una dificultad más alta tras haberlo completado una vez. En la versión japonesa en cartucho se añadió un tercer nivel de dificultad más fácil que los anteriores.